# Episodi di Preacher (prima stagione)
La prima stagione della serie televisiva Preacher, composta da 10 episodi, è andata in onda sulla rete via cavo statunitense AMC dal 22 maggio al 31 luglio 2016.
In Italia la serie è stata resa interamente disponibile da Amazon, all'interno del servizio Amazon Video, il 14 dicembre 2016.
| n° | Titolo originale      | Titolo italiano        | Prima TV USA   | Pubblicazione Italia |
| -- | --------------------- | ---------------------- | -------------- | -------------------- |
| 1  | Pilot                 | Pilota                 | 22 maggio 2016 | 14 dicembre 2016     |
| 2  | See                   | Osservare              | 5 giugno 2016  | 14 dicembre 2016     |
| 3  | The Possibilities     | Possibilità            | 12 giugno 2016 | 14 dicembre 2016     |
| 4  | Monster Swamp         | Il mostro della palude | 19 giugno 2016 | 14 dicembre 2016     |
| 5  | South Will Rise Again | Il sud risorgerà       | 26 giugno 2016 | 14 dicembre 2016     |
| 6  | Sundowner             | Crepuscolare           | 3 luglio 2016  | 14 dicembre 2016     |
| 7  | He Gone               | Andato                 | 10 luglio 2016 | 14 dicembre 2016     |
| 8  | El Valero             | El Valero              | 17 luglio 2016 | 14 dicembre 2016     |
| 9  | Finish the Song       | Finisci la canzone     | 24 luglio 2016 | 14 dicembre 2016     |
| 10 | Call and Response     | Chiamata e risposta    | 31 luglio 2016 | 14 dicembre 2016     |

## Pilota
- Titolo originale: Pilot
- Scritto da: Sam Catlin
- Diretto da: Seth Rogen e Evan Goldberg

### Trama
Un'entità attraversa la galassia e trova la sua strada verso la Terra. Arriva in Africa, dove abita un predicatore, che esplode subito dopo essere entrato in contatto con questa entità. Lo stesso fenomeno si osserva a un tempio satanico in Russia e in una riunione di Scientology. Nel frattempo, in Texas, Jesse Custer, un predicatore con un passato sordido, comincia a perdere la sua fede nella sua chiesa e nel suo lavoro. Tulip O'Hare, una donna misteriosa dal passato violento, propone a Jesse un lavoro, ma lui lo rifiuta. Cassidy, un vampiro irlandese, atterra in Texas, dopo un episodio di violenza su un jet privato. In un bar Jesse ha uno scontro con il marito violento di una delle sue fedeli e con i di lui amici; rapidamente insieme a Cassidy li sconfigge tutti. Dopo si dirige in chiesa e chiede a Dio un segno per continuare, ma non riceve risposta. Solo quando se ne sta per andare appare un'entità ed entra nel corpo di Jesse. Tre giorni dopo, Jesse si sveglia e decide di non lasciare la chiesa, dichiarando in un sermone che intende rimanere per salvarli.

## Osservare
- Titolo originale: See
- Scritto da: Sam Catlin
- Diretto da: Seth Rogen e Evan Goldberg

### Trama
Nel 1881, un cowboy lascia la sua casa, alla ricerca di medicine per la figlia malata. Nel presente, Jesse battezza la sua congregazione. Uno di loro, Linus, confessa a Jesse circa i suoi impulsi verso una bambina. Jesse lo mette in guardia e gli consiglia di trattenere i suoi impulsi. Odino Quincannon, proprietario di Quincannon Meat & Power, ordina ai suoi dipendenti di abbattere una casa dopo l'acquisto della sua terra. Alla chiesa, Cassidy dice a Jesse di essere un vampiro, ma Jesse non gli crede. Jesse prende una bevanda dalla fiaschetta di Cassidy e sviene a causa della sua potenza. DeBlanc e Fiore - i due uomini misteriosi che sono dopo quello che c'è dentro Jesse - tentativo di estrarre da lui. Prima con una canzone, poi con una motosega. Cassidy interrompe e una lotta ne consegue. Nel processo, Cassidy viene colpito ma lui li uccide. Tulip continua ad annoiare Jesse circa il "lavoro", ma lui rifiuta. Jesse usa il suo potere su Linus, così da poter "dimenticare la bambina". Cassidy seppellisce i corpi dei due uomini, però, il giorno dopo, sono tornati nella loro stanza di un motel di essere interrogato da sceriffo Root, che gli dicono: "Siamo da parte del governo".